# Todd McFarlane
Todd McFarlane   (Calgary, 16 de març de 1961) és un autor de còmics, dibuixant, escriptor, cineasta i emprenedor canadenc, més conegut pel seu treball com a dibuixant a The Amazing Spider-Man i com a autor de la sèrie de fantasia de superherois Spawn, també com a president i cofundador d'Image Comics.
A finals dels anys vuitanta i principis dels noranta, McFarlane es va convertir en una superestrella de còmics gràcies al seu treball amb un èxit de vendes a la franquícia Spider-Man de Marvel Comics, en la qual va ser l'autor que va dibuixar les primeres aparicions completes del personatge Venom. El 1992, va ajudar a formar Image Comics, treien el personatge antiheroi ocult Spawn de la seva faceta de secundari i actualitzant-lo per a la dècada de 1990. En el seu debut la publicació va vendre 1,7 milions de còpies, que des de 2007, segueix sent un rècord per a un còmic independent. La popularitat del personatge a la dècada de 1990 també va fomentar una tendència en la propietat dels còmics dels seus creadors.
Després de deixar les tasques d'entintat a Spawn amb el número 70 (febrer de 1998), McFarlane va il·lustrar còmics amb menys freqüència, centrant-se en esforços emprenedoria, com ara McFarlane Toys i Todd McFarlane Entertainment, un estudi de cinema i animació.
El setembre de 2006, es va anunciar que McFarlane seria el director d'art dels recentment formats 38 Studios, abans Green Monster Games, fundats pel llançador de beisbol de la National Hockey League Curt Schilling. McFarlane solia ser copropietari de l'Edmonton Oilers de la National Hockey League abans de vendre les seves accions a Daryl Katz. També és un gran col·leccionista de pilotes de beisbol de rècord.
Com a cineasta, va produir l'adaptació cinematogràfica de 1997 de Spawn protagonitzada per Michael Jai White.

## Biografia
Todd McFarlane va néixer el 16 de març de 1961 a Calgary, Alberta, Canadà, de Bob i Sherlee McFarlane. És el segon de tres fills,⁣ que Farlane diu que va contribuir a la seva ratxa competitiva. Curtis i Derek. Bob treballava en el negoci d'impressió, la qual cosa el va portar a treballar on pogués trobar-ne, i com a resultat, durant la infància de McFarlane, la família va viure en trenta llocs diferents des d'Alberta fins a Califòrnia.
McFarlane va començar a dibuixar com a hobby a una edat primerenca, i va desenvolupar interès pels còmics, adquirint-ne tants com va poder i aprenent a dibuixar-ne. Era un fanàtic de creadors de còmics com John Byrne, Jack Kirby, Frank Miller i George Pérez, així com del guionista Alan Moore. (John Parker de ComicsAlliance també ha assenyalat la influència de Walt Simonson en el treball de McFarlane.) McFarlane va crear el personatge Spawn quan tenia 16 anys, i va passar "incomptables hores" perfeccionant l'aspecte de cada component del disseny visual del personatge.
Un dia, mentre anava a dotzè grau a la William Aberhart High School de Calgary, McFarlane, que treballava com a jardiner per als Calgary Cardinals, estava parat a les grades quan una nena de novè de 13 anys asseguda a prop d'ell anomenada Wanda va començar a coquetejar amb ell. Tots dos van començar a sortir, tot i les objeccions del pare de Wanda, que pensava que era massa jove per a ell, encara que amb el temps McFarlane el va guanyar.
Just després de l'escola secundària, McFarlane va assistir a proves de beisbol a la Universitat Gonzaga. Tot i ser un bon jugador de fila i ràpid, no va ser un bon bateador. A més, no es podia permetre el luxe de Gonzaga, així que va assistir a Spokane Falls Community College durant un any, la seva relació amb Wanda es va convertir en una de llarga distància. El 1981 McFarlane va començar a assistir a l'Eastern Washington University (EWU) amb una beca de beisbol, estudiant com a part d'un programa autodissenyat per a gràfics i art. El seu objectiu pràctic era unir-se al seu pare en el negoci d'impressió a Calgary, Alberta, encara que el seu somni sempre va ser un creador de còmics. Va treballar a temps parcial al campus com a conserge a l'edifici d'administració de l'escola, ja que la seva beca requeria una feina al campus, i també treballava els caps de setmana a una botiga de còmics anomenada Comic Rack, dedicant un parell d'hores a la nit a practicar el seu art del còmic.
Va intentar jugar al beisbol professionalment després de graduar-se, però va patir una greu lesió al turmell durant el seu primer any durant un partit amb l'arc rivals de la Washington State University. Posteriorment, es va centrar a dibuixar, treballant a la botiga de còmics per pagar la resta de la seva educació i vivint en un parc de caravanes a Cheney, Washington amb Wanda, que s'havia traslladat a la zona per estar amb ell i assistir també a EWU. El 1984, un any després de la seva lesió, l'última oportunitat de McFarlane de jugar a les grans lligues va arribar quan va provar amb l'equip de granges del Toronto Blue Jays a Medicine Hat, Alberta, però va acabar ocupant l'últim lloc de la llista, i va acabar amb la seva perspectiva professional del beisbol. McFarlane es va graduar amb una llicenciatura aquell mateix any. Es va quedar a Spokane mentre Wanda acabava la seva carrera.

## Carrera

##### Primers treballs, DC i Marvel
Mentre encara estava a la universitat, McFarlane va començar a enviar entre 30 i 40 paquets d'originals cada mes als editors de còmics, amb un total de més de 700 originals després d'un any i mig, la majoria dels quals eren en forma de pinups. La meitat no va rebre cap resposta, mentre que l'altra meitat va donar lloc a cartes de rebuig, tot i que va rebre algunes crítiques constructives d'alguns editors. Un d'ells, Sal Amendola de DC Comics, va donar a McFarlane un guió fictici per tal de mesurar la capacitat de narració pàgina a pàgina de McFarlane. El consell d'Amendola que els originals de McFarlane havien de centrar les històries de pàgina a pàgina en lloc de pinups va portar a McFarlane a crear una mostra de Coyote de cinc pàgines que va enviar inicialment a l'editora d'Uncanny X-Men Ann Nocenti de Marvel Comics, que la va passar a Archie Goodwin. I Jo Duffy, els editors del segell Marvel de Marvel Epic Comics, que va publicar Coyote. Al seu torn, el van transmetre al creador de Coyote, Steve Englehart, qui va trucar a McFarlane per oferir-li el seu primer treball de còmic, una història de seguretat de 1984 a Coyote.
McFarlane aviat va començar a dibuixar tant per a DC com per a Marvel, i el seu primer treball important va ser una sèrie de dos anys (1985-1987) a DC's Infinity, Inc. El 1987, McFarlane va il·lustrar els tres últims números de quatre de Detective Comics. La història de "Batman: Year Two". A partir d'aquí, es va traslladar a Marvel's Incredible Hulk, que va dibuixar entre 1987 i 1988, treballant amb el guionista Peter David.

###### The Amazing Spider-Man
El 1988, McFarlane es va unir a el guionista David Michelinie a The Amazing Spider-Man de Marvel, començant amb el número 298, dibuixant l'esbós preliminar per a la imatge de la portada al dors d'una de les seves pàgines d'Increïble Hulk.] McFarlane va cridar l'atenció per les posicions més dinàmiques en què va representar el moviment de la xarxa aèria de Spider-Man, l'ampliació dels ulls a la màscara del personatge i un major detall en què va representar la seva obra d'art. En particular, va ser el detall elaborat que va donar a les corretges de Spider-Man. Mentre que s'havia representat essencialment com una sèrie de X entre dues línies, McFarlane la va embellir detallant molts més fils individuals, que es van anomenar "corretges d'espaguetis". McFarlane va dibuixar la primera aparició completa d'Eddie Brock, l'encarnació original del vilà Venom. S'ha acreditat com el cocreador del personatge, tot i que aquest ha estat un tema de disputa dins de la indústria del còmic.
El treball de McFarlane a Amazing Spider-Man el va convertir en una superestrella de la indústria. La seva portada per a Amazing Spider-Man, núm. 313, per la qual li van pagar originalment 700 dòlars el 1989, per exemple, es vendria més tard per 71.200 dòlars el 2010. Un crític de l'estil amb detalls de McFarlane va ser l'editor del Comics Journal, Gary Groth, que va dir de McFarlane en una entrevista del 2017: No té cap virtut autèntica com a estilista visual. El seu treball està tan embellit que va dissimular el fet que la composició és caòtica i desordenada fins al punt de ser gairebé il·legible. Mai va aprendre realment l'ofici dels còmics, només ho va fingir molt bé.
Durant la seva carrera a The Amazing Spider-Man, McFarlane es va sentir cada cop més insatisfet amb la manca de control sobre el seu propi treball, ja que volia parlar més en la direcció de les històries. Va començar a faltar als terminis, i va requerir que els artistes convidats l'omplissin en alguns temes. L'any 1990, després d'una sèrie de 28 números d'Amazing Spider-Man, McFarlane va dir a l'editor Jim Salicrup que volia escriure les seves pròpies històries i que deixaria la sèrie al número 328, que formava part de l'empresa d'aquell any. Història creuada "Acts de venjança". El juliol de 2012, l'obra d'art original de la portada d'aquest número, que mostra l'home aranya enviant Hulk, es va vendre per un rècord de 657.250 USD, el preu de subhasta més alt mai per a qualsevol obra d'art del còmic nord-americà. McFarlane va ser succeït a Amazing Spider-Man pel futur company de McFarlane, cofundador d'Image Comics, Erik Larsen.

###### Nou títol de Spider-Man
Amb la voluntat d'apaivagar a McFarlane, Marvel li va donar a McFarlane un nou títol de Spider-Man sense adjectius perquè l'escrigués i dibuixés. Peter Parker: Spider-Man (agost de 1990) va vendre 2,5 milions de còpies,en gran part a causa de les variants de portades amb les quals Marvel, buscant capitalitzar la popularitat de McFarlane, va publicar el número per tal d'animar els col·leccionistes a comprar més d'una edició. Aquesta pràctica va ser el resultat de la bombolla especuladora del còmic dels anys noranta, que esclataria més tard aquella dècada. McFarlane, sense que els seus pares ho sabesin en aquell moment, guanyava al voltant d'un milió de dòlars l'any. McFarlane va escriure i il·lustrar 15 dels primers 16 números de la sèrie, molts dels quals presentaven altres personatges populars de Marvel com Wolverine i Ghost Rider en papers convidats.
Malgrat la seva aclamació com a dibuixant, segons David Wallace de Comics Bulletin, molts van trobar que l'escriptura de McFarlane era "maldestra, poc sofisticada i pretensiosa", i van qüestionar la saviesa de permetre-li escriure un nou títol d'Spider-Man. Al mateix temps, l'editorial va tenir problemes amb el to fosc de les històries que McFarlane explicava, començant per la història inaugural "Torment", que representava una versió més viciosa del vilà reptil Lizard sota el control de la sacerdotessa vudú Calypso.Les històries posteriors com "Masques" presentaven Spider-Man enfrontant-se al demoníac Hobgoblin, mentre que "Perceptions", que involucrava Spiderman tractant amb la corrupció policial, la violació infantil i l'assassinat (una pista del treball que després faria a Spawn), va liderar. Algunes botigues es varen negar a vendre el comic book. Això va crear més tensions entre McFarlane i l'editorial, que considerava Spider-Man com un personatge històricament alegre comercialitzat per a lectors joves. L'editor Jim Salicrup, en particular, va haver de fer una sèrie de compromisos per al treball de McFarlane, inclòs l'aplicació dels canvis menors de vestuari de McFarlane a tota la línia d'altres còmics de Spidey, limitar la seva elecció de vilans per a les seves històries i tractar amb un fort desacord sobre la maneig del personatge Mary Jane Watson. Això va tensar la relació de McFarlane amb Salicrup, que es va expressar en la notable quantitat de desacord públic que va aparèixer a la pàgina de cartes del còmic. Finalment, l'atenció de McFarlane als terminis d'entrega va tornar a enrederirse, i es va perdre el número 15 del títol. El seu darrer número del comic el núm. 16 (novembre de 1991), va formar part d'una història transversal amb X-Force, i va provocar enfrontaments creatius amb el nou editor Danny Fingeroth. Segons McFarlane i l'editor Tom DeFalco al documental de l'any 2000 The Devil You Know: Inside the Mind of Todd McFarlane, entre els exemples dels problemes que van motivar la seva marxa hi havia la censura editorial d'una vinyeta en aquell número en què el personatge Juggernaut era apunyalat a l'ull amb una espasa. DeFalco va donar suport a l'edició de la vinyeta, titllant-lo d'"inapropiat", mentre que McFarlane va anomenar això "bogeria", argumentant que aquestes imatges gràfiques són habituals als còmics de Marvel. Fart de les interferències editorials, va deixar l'empresa sota una mena de núvol. Segons Wallace, "els quinze números de McFarlane d'Spider-Man es mantenen ara (potser una mica injustament) al costat d'X-Force com a epítom de tot el que estava malament als còmics dels anys noranta, i el seu enfocament d'efectiu a l'aleshores... L'auge del mercat especulador va precipitar el quasi col·lapse de la indústria."

###### Image Comics
McFarlane es va associar amb altres sis artistes populars per formar Image Comics, una companyia paraigua sota la qual cadascun posseïa una editorial. L'estudi de McFarlane, Todd McFarlane Productions, va publicar la seva creació, el Spawn de temàtica oculta, escrit i dibuixat per McFarlane. Va ser el segon llançament d'Image, després del llançament de Youngblood de Rob Liefeld el mes anterior. Després del seu llançament el 1992, Spawn num.1 (maig de 1992) va vendre 1,7 milions de còpies, que desde 2007, segueix sent un rècord per a un còmic independent.
En resposta a les dures crítiques a les seves habilitats com a escriptor, McFarlane va contractar escriptors aclamats per escriure els números 8–11 com a convidat, inclosos Alan Moore, Neil Gaiman, Dave Sim i Frank Miller. Els escriptors posteriors que contractaria a la sèrie incloïen Grant Morrison, Andrew Grossberg i Tom Orzechowski. Greg Capullo va escriure a llapis diversos números com a dibuixant convidat i es va convertir en el dibuixant habitual amb el número 26, amb McFarlane com a escriptor i entintador fins al número 70. La sèrie va continuar sent un èxit, i el 1993 Wizard va declarar a Spawn "el còmic més venut de manera coherent que s'està publicant actualment". Spawn destaca per ser un dels dos únics còmics d'Imatge que van debutar durant la companyia Llançament de 1992, juntament amb Savage Dragon d'Erik Larsen, que es va continuar publicant durant la dècada de 2020.
Durant els primers anys de funcionament d'Image, l'empresa va ser objecte de moltes crítiques de la indústria sobre aspectes de les seves pràctiques comercials, inclosos els còmics enviats tard, i l'èmfasi dels seus creadors en l'art per sobre de l'escriptura. Un d'aquests crítics va ser l'antic col·laborador d'Hulk de McFarlane, el guionista Peter David. Això va arribar a un punt culminant durant un debat públic en què van participar en la convenció del Comicfest de Filadèlfia l'octubre de 1993, que va ser moderat pel dibuixant George Pérez. McFarlane va afirmar que Image no estava sent tractada de manera justa pels mitjans de comunicació, i en particular per David. Els tres jutges, Maggie Thompson, editora de Comics Buyer's Guide, William Christensen de Wizard Press, i John Danovich de la revista Hero Illustrated, van votar 2–1 a favor de David, amb Danovich votant el debat amb empat.
El 1994 McFarlane i DC Comics van col·laborar en un crossover entre companyies, cadascun produint un llibre amb Batman i Spawn. El primer dels dos còmics, Batman-Spawn: War Devil va ser escrit per Doug Moench, Chuck Dixon i Alan Grant, dibuixat per Klaus Janson i publicat per DC. Va ser seguit per Spawn/Batman, que va ser escrit per Frank Miller i dibuixat per McFarlane. Aquell any va marcar el punt en què McFarlane va deixar de ser el guionista i dibuixant habitual de Spawn. El primer tema que no va dibuixar va ser el número 16, que va dibuixar Greg Capullo. A part dels quatre escriptors complementaris dels números 8–11, va ser el primer número en què McFarlane no era el guionista habitual, ja que va ser el primer d'una història de tres números escrita per Grant Morrison. Al llarg de les dècades següents, contractaria altres escriptors com Brian Holguin i David Hine, i artistes com Whilce Portacio, Angel Medina i Philip Tan. McFarlane de tant en tant oferia informació sobre la història i portades amb tinta. Tornaria esporàdicament com a dibuixant d'interiors per temes intermitents, i durant uns anys el va escriure sota un pseudònim per tal de generar interès pel llibre fomentant la il·lusió que s'estaven incorporant nous talents a la producció del llibre.
El 2006 McFarlane va anunciar plans per a Spawn/Batman amb el dibuixant Greg Capullo, que McFarlane va escriure, que va retre homenatge a Jack Kirby. També va començar a tenir un paper actiu en l'edició de còmics de nou, publicant col·leccions dels seus còmics de Spawn en format de butxaca. El volum 1 de la col·lecció Spawn que recull els números 1-12 menys el número 9 (a causa de problemes de regals amb Neil Gaiman) i 10 (a causa d'un vot que va fer a Sim) es va publicar el desembre de 2005. El primer volum va aconseguir un èxit moderat, ocupant el lloc 17 en la classificació. cent novel·les gràfiques més importants, amb vendes de pre-comanda de 3.227 durant aquest període.
El 2008, McFarlane va tornar a co-tramar la sèrie amb el guionista que tornava Brian Holguin, amb el número 185. El llibre va sobreviure a la caiguda de la bombolla de l'especulador de còmics, però les seves vendes han fluctuat, sense igualar mai les xifres de vendes de la dècada de 1990. Tot i que continua publicant-se, la seva aparició a la llista Diamond Top 300 ha estat intermitent des de mitjans dels anys 2000. No obstant això, Shea Hennum de la revista Paste ha observat sobre la sèrie: "És un llibre que, durant un temps, la gent va continuar comprant pel personatge en comptes del creador. S'ha convertit tant en una institució com en un còmic.
Haunt, una sèrie en curs co-creada per McFarlane i Robert Kirkman, va ser anunciada el 2007 i llançada el 7 d'octubre de 2009. El còmic va ser escrit inicialment per Kirkman, llapis per Ryan Ottley i entintat per McFarlane, amb Greg Capullo proporcionant dissenys. McFarlane va col·laborar amb llapis en alguns temes i va coescriure el número 28, el final de la sèrie, amb Joe Casey, que va assumir les tasques d'escriptura de Kirkman.
El 2019, McFarlane va escriure i dibuixar Spawn num.301, superant la sèrie de 300 números de Dave Sim, Cerebus, com la sèrie de còmics propietat de creadors més llarga. El llibre, la data de llançament del qual és el 2 d'octubre d'aquell any, va guanyar a McFarlane un lloc al Guinness World Records, pel qual McFarlane va rebre un certificat el 5 d'octubre de 2019 a la New York Comic Con abans del seu panell ". The Road to Historic Spawn 300 i 301." Todd també vol que Spawn el sobrevisqui de la mateixa manera que Spiderman i Superman ho van fer amb els seus creadors. A la San Diego Comic-Con 2022, es va anunciar que McFarlane escriuria un nou crossover Batman/Spawn, amb Greg Capullo com a dibuixant, i una data de llançament el desembre de 2022.

###### Todd McFarlane Entertainment
Todd McFarlane Productions va publicar múltiples spin-offs i minisèries de Spawn. Cada cop va concentrar més la seva atenció personal en aquelles altres empreses, la qual cosa va donar lloc a un treball més esporàdic com a il·lustrador. El 1994, McFarlane va crear una companyia de joguines, Todd Toys, inicialment per comercialitzar figures d'acció col·leccionables dels personatges de Spawn. En tres mesos, la companyia va vendre més de 2,2 milions de figures d'acció a tot el país. Després que Mattel enviés una ordre de cessament i desistiment sobre la base d'un ninot masculí de la línia Barbie de Mattel anomenada Todd, McFarlane va canviar el nom de l'empresa a McFarlane Toys. La línia de figures de la companyia es va expandir ràpidament a les d'icones culturals populars, com ara membres de la banda Kiss, personatges de la franquícia de cinema Texas Chainsaw Massacre, sèries de televisió com The X-Files i figures esportives com Terrell Owens. El 1999, la companyia va vendre més de 6 milions de figures d'acció. A partir del 2017, l'empresa era el cinquè fabricant de figures d'acció dels Estats Units.
Todd McFarlane va produir la caràtula de l'àlbum conceptual de 1996 basat en Spawn The Dark Saga i el tercer àlbum d'estudi de Korn de 1998 Follow the Leader.
Aquell mateix any, McFarlane va fundar Todd McFarlane Entertainment, un estudi de cinema i animació. En col·laboració amb New Line Cinema, va produir la pel·lícula Spawn de 1997 i una nova pel·lícula Spawn, planificada el 2008. Spawn, encara que va ser criticat, va ser un modest èxit de taquilla, guanyant 54,8 milions de dòlars a nivell nacional i gairebé 33 milions de dòlars a tot el món, enfront d'un pressupost de 40 milions de dòlars. Todd McFarlane Entertainment també va produir la sèrie d'animació Todd McFarlane's Spawn, (amb el treball de veu de l'actor Keith David) que es va emetre a HBO des de 1997 fins a 1999. Ed Bark de The Dallas Morning News va qualificar la sèrie d'una "experiència visual molt desagradable" i va preguntar: " per què algú voldria sotmetre's a una experiència deshumanitzadora tan cruenta i espantosa." No obstant això, la sèrie d'animació va guanyar un premi Primetime Emmy de 1998 per assoliment destacat en animació.

## Esports
El 1998, McFarlane, un àvid aficionat al beisbol, va pagar 2,6 milions de dòlars en una subhasta per la pilota que va colpejar el primer base dels Cardenals de St. Louis, Mark McGwire, pel seu 70è home run, que llavors va batre rècord, i 175.000 dòlars per a Sammy Sosa. 66a pilota de home run.
El juny de 2003, McFarlane va pagar uns 517.500 dòlars a la subhasta per al campista esquerre dels San Francisco Giants, l'octubre de 2001, Barry Bonds, que va batre el rècord de la 73a pilota de jonrona. La subhasta va tenir lloc a la Zona ESPN a Times Square de Nova York i es va presentar en directe a SportsCenter. Quan Michael Grunwald, de la revista Time, li va preguntar en una entrevista de 2007 si estava interessat en la pilota de jonrons número 756 de la carrera de Bonds, McFarlane va indicar que estava més interessat en l'última pilota de jonrons de Bonds.
McFarlane és un antic propietari minoritari dels Edmonton Oilers, i va dissenyar el logotip utilitzat en la tercera samarreta alternativa de l'equip, que va debutar el 2001 i es va portar fins al 2007. Els Oilers van tornar al disseny de McFarlane el 2022 com a part del programa de samarreta retro inversa de la lliga.

## Altres mitjans

###### Videojocs
Spawn apareix com a personatge convidat a la versió Xbox de Soulcalibur II. McFarlane també va dissenyar el personatge únic Necrid per al joc.
Un joc de PlayStation 2, McFarlane's Evil Prophecy, va ser llançat l'any 2004 per Konami. En ell, els jugadors lluiten contra criatures basades en una línia de figures d'acció de Todd McFarlane, incloent monstres de pel·lícules clàssiques com el monstre de Frankenstein i Dràcula.
Al gener de 2005, McFarlane va anunciar que havia de produir una sèrie de televisió d'antologia de mitja hora per a Fox anomenada Twisted Tales, basada en el còmic de Bruce Jones del qual McFarlane havia comprat els drets.
Per al llançament del videojoc Halo 3, McFarlane va ser contractat per dissenyar una sèrie de figures d'acció.
El 2011, McFarlane va ser contractat com a artista per al joc Kingdoms of Amalur: Reckoning, en el qual les seves tasques incloïen el key frame, el guió il·lustrat i la direcció.

###### Mitjans sobre McFarlane
Stan Lee va entrevistar a McFarlane a l'episodi 1 de la sèrie documental de 1991 The Comic Book Greats. L'any 2000, McFarlane va ser objecte d'un documental del National Film Board of Canada Devil You Know: Inside the Mind of Todd McFarlane, dirigit per Kenton Vaughan.

## Premis i reconeixements
McFarlane's ha guanyat nombrosos premis, entre ells:
- 1992 National Cartoonists Society Award al millor còmic.[87]

- Premi Inkpot 1992.[88]

- Premi Grammy 2000 al millor vídeo musical de format curt per "Freak on a Leash".[89]

- Inducció al Saló de la fama del creador de còmics canadencs, el 18 de juny de 2011, als premis Joe Shuster a Calgary, Alberta, Canadà[90]

- El 2013 McFarlane va ser convidat a pronunciar el discurs principal en una de les dues cerimònies de graduació a la seva alma mater, Eastern Washington University.[91]

## Vida personal
McFarlane i la seva dona Wanda es van casar el 1985. Es van quedar a Spokane, Washington fins al 1986, quan es van traslladar a Vancouver, Colúmbia Britànica. Més tard es van traslladar a Portland, Oregon, i després als Ahwatukee Foothills de Phoenix, Arizona, on continuen vivint a partir del 2007. Allà van criar els seus tres fills: Cyan, Kate i Jake. L'amor de Cyan per la sèrie de televisió Lost va inspirar la decisió del seu pare de produir figures d'acció basades en aquest programa, mentre que Kate va donar veu al jove Cyan a la sèrie animada de televisió Spawn. Les oficines de McFarlane es troben a prop de Phoenix.
McFarlane va declarar en una entrevista de 1992 que era ateu.